# Endless Damnation
Endless Damnation is een demo uitgebracht door de Poolse band Behemoth in 1992. Het cassettebandje bevat zeven nummers, die alle werden opgenomen in de kelder van een middelbare school in Gdańsk.

## Tracklist
1. Into the black mass
2. Cursed angel of doom
3. Eternal blasphemy
4. Temple of evil
5. Ceremony in Chapel
6. First emnody remains
7. Endless damnation